# Кутёж в кабаках
«Кутёж в кабака́х» — французская кинокомедия с Луи де Фюнесом.

## Сюжет
Сын нотариуса Гастон влюблён в дочь баронессы Брижит. Желая стать ровней баронской семье, он отправляется в Париж, надеясь разбогатеть. В Париже он устраивается работать в кабаре. Обеспокоенные долгим отсутствием Гастона баронесса, нотариус, священник и Брижит едут в Париж разыскивать его, а заодно покутить в ресторанах с пользой.

## В ролях
- Луи де Фюнес — директор гостиницы
- Дениз Грей — баронесса
- Жан Карме — священник